# Tú sí que vales (Italia) (ottava edizione)
L'ottava edizione del talent show Tú sí que vales è andata in onda ogni sabato in prima serata su Canale 5 dal 18 settembre al 27 novembre 2021 per undici puntate.
Sono confermati sia i presentatori, ovvero Belén Rodríguez, Martín Castrogiovanni e Alessio Sakara (assente nell'undicesima ed ultima puntata), sia i giudici della scorsa edizione, ossia Maria De Filippi, Gerry Scotti, Rudy Zerbi e Teo Mammucari, sia Sabrina Ferilli nella giuria popolare per la terza edizione consecutiva. Una delle novità di questa edizione è stata la ballerina Giulia Stabile (vincitrice della ventesima edizione di Amici di Maria De Filippi) il quale ha ricoperto il ruolo di quarta conduttrice e quella del personaggio Giovannino, un omino in mantello rosso e con la faccia truccata in blu interpretato da Giovanni Iovino. Le registrazioni si sono svolte sempre presso lo studio 8 del Centro Titanus Elios di Roma.
L'edizione è stata vinta dal crew Sadeck - Geometrie Variable, che si è aggiudicato il montepremi di 100000 €.

## Audizioni
Legenda:
     Il concorrente è in finale
     Concorrenti appartenenti alla Scuderia Scotti

### Prima puntata
La prima puntata di Audizioni è andata in onda il 18 settembre 2021. I concorrenti ammessi in questa puntata sono:
| Nome artista                | Genere                       | Voto dei giudici | Voto della giuria popolare |
| --------------------------- | ---------------------------- | ---------------- | -------------------------- |
| Duo Rokashkovs              | Ginnasti                     | 4 vale           | 95% positivo               |
| Jonathan Goodwin            | Stuntman                     | 4 vale           | 100% positivo              |
| Denis e Abraxas             | Fachiri                      | 4 vale           | 64% negativo               |
| Sadeck - Geometrie Variable | Crew                         | 4 vale           | 93% positivo               |
| Francesco Lauro             | Ballerino                    | 1 vale           | 90% positivo               |
| Alessandro Parabiaghi       | Mago                         | 4 vale           | 87% positivo               |
| I Legionari                 | Atleti                       | 4 vale           | 62% positivo               |
| Alessandra Dalla Rosa       | Cantante                     | 4 vale           | 100% positivo              |
| The Swingers                | Ginnasti                     | 4 vale           | 92% positivo               |
| Ladies Soprano              | Cantanti liriche             | 4 vale           | 96% positivo               |
| The Holmikers               | Acrobati comici              | 4 vale           | 98% positivo               |
| Brian Spotts                | Mette in equilibrio le uova  | 4 vale           | 69% negativo               |
| Irene, Niccolò e Angelo     | Genitori e bambino ballerini | 4 vale           | 93% positivo               |

- Il primo finalista di questa edizione è lo stuntman Jonathan Goodwin.
- Gianmarco Tamberi è stato ospite della puntata.

### Seconda puntata
La seconda puntata di Audizioni è andata in onda il 25 settembre 2021. I concorrenti ammessi in questa puntata sono:
| Nome artista               | Genere                                      | Voto dei giudici | Voto della giuria popolare |
| -------------------------- | ------------------------------------------- | ---------------- | -------------------------- |
| Daniel Rosenfeldt          | Giocoliere illusionista                     | 4 vale           | 86% positivo               |
| Jean Luc Bertrand          | Mago comico                                 | 4 vale           | 85% positivo               |
| Antonio Avitto             | Contorsionista e cantante                   | 4 vale           | 84% positivo               |
| Antony Cesar               | Acrobata                                    | 4 vale           | 91% positivo               |
| Luca Guaraldi              | Cantante e pianista                         | 4 vale           | 80% positivo               |
| Mochi                      | Giocoliere con il diablo                    | 4 vale           | 93% positivo               |
| Duo Sunrise                | Ballerini acrobatici                        | 4 vale           | 99% positivo               |
| Duo Trampo-Mat             | Pole dancers e saltano sul tappeto elastico | 4 vale           | 94% positivo               |
| David Babcock              | Fa a maglia correndo                        | 4 vale           | 75% positivo               |
| The Funky Flyers           | Acrobati                                    | 4 vale           | 91% positivo               |
| Nicola Carroccia           | Saldatore musicista                         | 1 vale           | 89% positivo               |
| Celia Muñoz                | Ventriloqua e cantante lirica               | 4 vale           | 79% positivo               |
| Raffaele Vitale            | Atleta di arti marziali                     | 4 vale           | 94% positivo               |
| Santolo Palumbo            | Ballerino con il monopattino                | 1 vale           | 81% positivo               |
| Andrea Sini e Roberto Masè | Gestori di un simulatore virtuale di sci    | 4 vale           | 87% positivo               |

- J-Ax è stato ospite della puntata.

### Terza puntata
La terza puntata di Audizioni è andata in onda il 2 ottobre 2021. I concorrenti ammessi in questa puntata sono:
| Nome artista       | Genere                               | Voto dei giudici | Voto della giuria popolare |
| ------------------ | ------------------------------------ | ---------------- | -------------------------- |
| Solasta            | Acrobati                             | 4 vale           | 100% positivo              |
| Le Sirene Danzanti | Ballerini di liscio                  | 4 vale           | 82% positivo               |
| Lazuz Company      | Giocolieri                           | 4 vale           | 94% positivo               |
| Steffen Ehmer      | Inventore                            | 4 vale           | 86% positivo               |
| Matteo Gottardo    | Atleta di arti marziali              | 4 vale           | 89% positivo               |
| Sauro Casseri      | Anziano cantante lirico              | 4 vale           | 97% positivo               |
| André Blake        | Mago                                 | 4 vale           | 73% positivo               |
| Vito Losacco       | Cantante                             | 4 vale           | 75% positivo               |
| Thomas Goodman     | Artista con le bolle di sapone       | 4 vale           | 89% positivo               |
| Travis Horn        | Saltatore ed equilibrista            | 4 vale           | 56% positivo               |
| Carola Pozzo       | Pole dancer                          | 4 vale           | 94% positivo               |
| Drumatical Theatre | Percussionisti e acrobati            | 4 vale           | 96% positivo               |
| Piotr e Nils       | Acrobati                             | 4 vale           | 98% positivo               |
| Air Souls          | Ginnaste e illusioniste informatiche | 4 vale           | 81% positivo               |
| Xavier e Ann-Kat   | Atleti di mano a mano                | 4 vale           | 88% positivo               |
| Lightwire Theatre  | Illusionisti informatici e ballerini | 4 vale           | 97% positivo               |

- I secondi finalisti di questa edizione sono la compagnia di acrobati Solasta.

### Quarta puntata
La quarta puntata di Audizioni è andata in onda il 9 ottobre 2021. I concorrenti ammessi in questa puntata sono:
| Nome artista            | Genere                                | Voto dei giudici | Voto della giuria popolare |
| ----------------------- | ------------------------------------- | ---------------- | -------------------------- |
| Cristian Sabba          | Bambino che salta la corda            | 4 vale           | 100% positivo              |
| Rob Lake                | Mago                                  | 4 vale           | 93% positivo               |
| Tommaso Marroccoli      | Cantante e ballerino                  | 1 vale           | 86% positivo               |
| Rubel Medini            | Equilibrista                          | 4 vale           | 98% positivo               |
| Mattia Villardita       | Conforta i bambini in ospedale        | 4 vale           | 97% positivo               |
| Vavilov's Acrobats      | Acrobati                              | 4 vale           | 94% positivo               |
| Sean Sellek             | Acrobata                              | 4 vale           | 91% positivo               |
| Claudio, Flavio e Mauro | Sputatori di noccioli di ciliegie     | 4 vale           | 79% negativo               |
| Kevin Micoud            | Mentalista e illusionista informatico | 4 vale           | 86% positivo               |
| E_Motion Process        | Ballerini con robot                   | 2 vale           | 94% positivo               |
| Paride Panfili          | Attore                                | 1 vale           | 76% positivo               |
| N'Ice Cream             | Band                                  | 4 vale           | 73% positivo               |
| Ben Schneider           | Slackliner                            | 4 vale           | 73% positivo               |
| Tanba                   | Mago comico                           | 4 vale           | 83% positivo               |
| Markos Aristides Kern   | Inventore                             | 4 vale           | 93% positivo               |
| Sauro Montali           | Anziano atleta                        | 2 vale           | 59% positivo               |
| Michael Olivares        | Cantante comico                       | 4 vale           | 51% positivo               |

- Il terzo finalista è il giovane Cristian Sabba, undicenne recordman di salto alla corda.

### Quinta puntata
La quinta puntata di Audizioni è andata in onda il 16 ottobre 2021. I concorrenti ammessi in questa puntata sono:
| Nome artista                  | Genere                                  | Voto dei giudici | Voto della giuria popolare |
| ----------------------------- | --------------------------------------- | ---------------- | -------------------------- |
| Kai Leclerc e Alexandra Buzas | Illusionisti                            | 4 vale           | 94% positivo               |
| Kirby Roy                     | Atleta di arti marziali                 | 4 vale           | 83% positivo               |
| Alessandro Mosca              | Pole dancer                             | 4 vale           | 95% positivo               |
| Johan Stahl                   | Mago                                    | 4 vale           | 54% positivo               |
| Lorenzo Costantini            | Atleta di crossfit con disabiltà fisica | 4 vale           | 94% positivo               |
| Romeo Le Formidable           | Ventriloquo                             | 4 vale           | 63% positivo               |
| Antonio Battiniello           | Cantante                                | 2 vale           | 69% positivo               |
| David Kalb                    | Cestista in automobile                  | 4 vale           | 72% positivo               |
| Pasta Moves                   | Atleti di parkour                       | 4 vale           | 96% positivo               |
| Luca Bello                    | Fisarmonicista                          | 4 vale           | 99% positivo               |
| Andrea De Santis              | Rompe noci con la testa                 | 4 vale           | 52% negativo               |
| Samantha Ramsdell             | Cantante con bocca enorme               | 4 vale           | 67% positivo               |
| Danylo e Oskar                | Atleti di mano a mano padre e figlio    | 4 vale           | 98% positivo               |
| Rafco                         | Mago                                    | 1 vale           | 89% positivo               |
| Gianfranco Sgura              | Cantante                                | 3 vale           | 85% positivo               |
| Jumpplus World                | Saltano la corda                        | 4 vale           | 98% positivo               |
| Fabio Orsini                  | Ballerino                               | 4 vale           | 85% positivo               |
| Igor Baronas                  | Costruttore di biciclette               | 3 vale           | 83% positivo               |
| Teo Spencer                   | Acrobata                                | 4 vale           | 82% positivo               |

### Sesta puntata
La sesta puntata di Audizioni è andata in onda il 23 ottobre 2021. I concorrenti ammessi in questa puntata sono:
| Nome artista                | Genere                                        | Voto dei giudici | Voto della giuria popolare |
| --------------------------- | --------------------------------------------- | ---------------- | -------------------------- |
| Trio Assassin's             | Acrobati                                      | 4 vale           | 100% positivo              |
| Forbidden Nights            | Cantante, acrobati, spogliarellisti e fachiro | 4 vale           | 99% positivo               |
| Idanna Abignente            | Anziana pole dancer                           | 4 vale           | 97% positivo               |
| Niek & Guy                  | Maghi comici                                  | 4 vale           | 54% positivo               |
| Danilo Amici                | Attore e ballerino                            | 2 vale           | 62% positivo               |
| Gabriel George              | Arciere disabile                              | 4 vale           | 99% positivo               |
| Youssef Zaki                | Cantante                                      | 4 vale           | 100% positivo              |
| Gaggi, Manuel e Francesco   | Atleti di calisthenics                        | 4 vale           | 94% positivo               |
| Alessandro Visintainer      | Cantante e suona con il naso                  | 4 vale           | 69% positivo               |
| Men In Coats                | Comici                                        | 4 vale           | 73% positivo               |
| Angara Contortion           | Contorsioniste e acrobate                     | 4 vale           | 97% positivo               |
| Mario Colistra              | Ballerino                                     | 1 vale           | 86% positivo               |
| Fabrizio e Francesco Milito | Schiacciano lattine con le scapole            | 3 vale           | 54% negativo               |
| Willi Auerbach              | Mago                                          | 4 vale           | 56% negativo               |
| Iara Gueller                | Acrobata comica                               | 4 vale           | 89% positivo               |
| Art-Afishal                 | Musicisti elettronici                         | 3 vale           | 51% positivo               |
| Trio Carousel               | Acrobate                                      | 4 vale           | 91% positivo               |
| Alessio & Alessio           | Indossano moltissime mutande                  | 4 vale           | 54% positivo               |
| Daniele e Samuele Berardi   | Tirano con la fionda                          | 4 vale           | 68% positivo               |

### Settima puntata
La settima puntata di Audizioni è andata in onda il 30 ottobre 2021. I concorrenti ammessi in questa puntata sono:
| Nome artista      | Genere                                | Voto dei giudici | Voto della giuria popolare |
| ----------------- | ------------------------------------- | ---------------- | -------------------------- |
| Darren Trull      | Acrobata                              | 4 vale           | 98% positivo               |
| Stellina          | Comico                                | 4 vale           | 93% positivo               |
| XPogo             | Acrobati con il pogo                  | 4 vale           | 96% positivo               |
| White Gothic      | Atleti di mano a mano                 | 4 vale           | 99% positivo               |
| Marco Carboni     | Guru                                  | 4 vale           | 62% positivo               |
| Raymon            | Mago                                  | 4 vale           | 92% positivo               |
| Duo Rings         | Acrobati                              | 4 vale           | 99% positivo               |
| Mister Asso       | Imitatore                             | 3 vale           | 73% negativo               |
| The Boss Girls    | Band                                  | 4 vale           | 99% positivo               |
| Giovanni Venuta   | Ballerino                             | 3 vale           | 68% positivo               |
| Renald Zapata     | Burattinaio e pittore                 | 4 vale           | 97% positivo               |
| Les Frères Colle  | Percussionisti e ballerini            | 4 vale           | 96% positivo               |
| Mia e Michele     | Ballerini                             | 4 vale           | 84% positivo               |
| Compagnia Colonna | Pole dancers                          | 4 vale           | 97% positivo               |
| Angelo Marotta    | Ballerino                             | 1 vale           | 81% positivo               |
| Justin Weber      | Giocoliere e illusionista informatico | 4 vale           | 83% positivo               |

- Alfa e Tecla Insolia sono stati ospiti della puntata.

### Ottava puntata
L'ottava puntata di Audizioni è andata in onda il 6 novembre 2021. I concorrenti ammessi in questa puntata sono:
| Nome artista                         | Genere                            | Voto dei giudici | Voto della giuria popolare |
| ------------------------------------ | --------------------------------- | ---------------- | -------------------------- |
| Positive Impact Movement             | Acrobati e sollevatori di pesi    | 4 vale           | 97% positivo               |
| Pasha and Aliona                     | Ballerino con manichini           | 4 vale           | 97% positivo               |
| Giampiero Landolfo                   | Ballerino                         | 1 vale           | 90% positivo               |
| Max Major                            | Mentalista                        | 4 vale           | 78% positivo               |
| Mat e Mym                            | Pattinatori acrobatici su rotelle | 4 vale           | 100% positivo              |
| Ruslan's Group                       | Acrobati                          | 4 vale           | 99% positivo               |
| Neguin                               | Ballerino acrobatico              | 4 vale           | 93% positivo               |
| Ivanhoe e Jasper                     | Cantanti padre e figlio           | 4 vale           | 89% positivo               |
| Davide Garzetti                      | Atleta di parkour                 | 4 vale           | 95% positivo               |
| Stefano Pavoncello                   | Cantante                          | 3 vale           | 56% positivo               |
| Scuola Italiana Cani Salvataggio     | Addestratori con cani salvataggio | 4 vale           | 98% positivo               |
| Fausto, Domenico, Andrea e Francesco | Giocatori da cortile              | 3 vale           | 85% negativo               |
| Dima Malakhov                        | Ginnasta                          | 4 vale           | 99% positivo               |
| De Anima                             | Ballerini                         | 4 vale           | 96% positivo               |
| Krissie Illing                       | Comica                            | 4 vale           | 70% positivo               |
| Fratelli Marton                      | Atleti di mano a mano             | 3 vale           | 91% positivo               |
| Lieta Naccari                        | Cantante lirica                   | 4 vale           | 96% positivo               |

- I quarti finalisti sono la coppia di pattinatori Mat e Mym.

### Nona puntata
La nona puntata di Audizioni è andata in onda il 13 novembre 2021. I concorrenti ammessi in questa puntata sono:
| Nome artista      | Genere                              | Voto dei giudici | Voto della giuria popolare |
| ----------------- | ----------------------------------- | ---------------- | -------------------------- |
| Samuele Zuccali   | Motociclista acrobatico             | 4 vale           | 100% positivo              |
| Costin Pity       | Salta sul tappeto elastico e comico | 4 vale           | 99% positivo               |
| Dante De Rosa     | Costruttore di un parco             | 4 vale           | 80% negativo               |
| Dimitrii Staev    | Pole dancer                         | 4 vale           | 93% positivo               |
| Wonsembe          | Acrobati                            | 4 vale           | 97% positivo               |
| Yao               | Mago                                | 4 vale           | 77% positivo               |
| Léa Kyle          | Trasformista                        | 4 vale           | 92% positivo               |
| Maurizio Midiri   | Ballerino                           | 1 vale           | 89% positivo               |
| Emiliano Fiasco   | Bambino ballerino                   | 4 vale           | 99% positivo               |
| Troy James        | Contorsionista                      | 4 vale           | 99% positivo               |
| Gianluca Riccio   | Comico                              | 3 vale           | 71% negativo               |
| Rage Room         | Costruttori di "stanze dello sfogo" | 2 vale           | 65% positivo               |
| Mizuki Shinagawa  | Acrobata                            | 4 vale           | 97% positivo               |
| Sabine Van Diemen | Escapologa                          | 3 vale           | 69% positivo               |
| Marcello Ferri    | Strongman                           | 4 vale           | 71% positivo               |
| Lily Blue         | Cantante                            | 4 vale           | 55% positivo               |

- Il quinto finalista è il motociclista acrobatico Samuele Zuccali.
- L'Orchestra Casadei è stata ospite della puntata.

### Decima puntata
La decima puntata di Audizioni è andata in onda il 20 novembre 2021. I concorrenti ammessi in questa puntata sono:
| Nome artista        | Genere                              | Voto dei giudici | Voto della giuria popolare |
| ------------------- | ----------------------------------- | ---------------- | -------------------------- |
| The Wolf Brothers   | Trapezisti comici                   | 4 vale           | 87% positivo               |
| Duo Noar            | Acrobati                            | 4 vale           | 100% positivo              |
| Diddy King          | Mago                                | 4 vale           | 93% positivo               |
| Paolo Nicolosi      | Ballerino disabile                  | 4 vale           | 94% positivo               |
| Chiko               | Equilibrista                        | 4 vale           | 94% positivo               |
| Claire et Antho     | Videomaker e ballerini              | 4 vale           | 81% positivo               |
| Dunking Devils      | Cestisti e illusionisti informatici | 4 vale           | 76% positivo               |
| Duo e 1nz           | Acrobati                            | 4 vale           | 91% positivo               |
| Florian Sainvet     | Mago                                | 4 vale           | 64% positivo               |
| Duo Prime           | Ginnasti e atleti di mano a mano    | 4 vale           | 99% positivo               |
| Poppetje Van Papier | Burattinai                          | 4 vale           | 85% positivo               |

- I sesti finalisti sono i due acrobati che compongono il Duo Noar.
- Alessandra Amoroso è stata ospite della puntata.

Al termine della puntata c'è stata una mini-semifinale per decretare 4 dei finalisti: i concorrenti si sono sfidati a coppie e per ogni sfida i giudici hanno deciso chi far passare in Finale; di seguito le sfide (in verde i concorrenti promossi e in rosso quelli eliminati).
| Primo sfidante            | Secondo sfidante            | Voti dei giudici |
| ------------------------- | --------------------------- | ---------------- |
| Gaggi, Manuel e Francesco | Youssef Zaki                | 3-2              |
| Duo Rokashkovs            | Davide Garzetti             | 3-2              |
| Positive Impact Movement  | Sadeck - Geometrie Variable | 1-4              |
| Lazuz Company             | Alessandro Parabiaghi       | 2-3              |

Lo stuntman Jonathan Goodwin è stato coinvolto in un grave incidente nel corso di un'esibizione, infortunandosi seriamente, è stato quindi annunciato il suo ritiro dalla Finale. Alcune ore prima della trasmissione della Finale, è stato pubblicato sui canali social del programma lo spot pubblicitario relativo alla puntata, rivelando i sedici finalisti dell'edizione, rendendo noto che Mat e Mym e il Duo Rokashkovs, precedentemente selezionati, non avrebbero preso parte alla finale; i posti rimanenti sono stati successivamente assegnati a:
| Nome artista                  |
| ----------------------------- |
| Ladies Soprano                |
| Drumatical Theatre            |
| Rob Lake                      |
| Kai Leclerc e Alexandra Buzas |
| Alessandro Mosca              |
| Gianfranco Sgura              |
| Idanna Abignente              |
| Neguin                        |
| Léa Kyle                      |

## Finale
I concorrenti ammessi direttamente alla Finale sono:
| Nome artista                  | Genere                     |
| ----------------------------- | -------------------------- |
| Solasta                       | Acrobati                   |
| Cristian Sabba                | Bambino che salta la corda |
| Samuele Zuccali               | Motociclista acrobatico    |
| Duo Noar                      | Acrobati                   |
| Gaggi, Manuel e Francesco     | Atleti di calisthenics     |
| Sadeck - Geometrie Variable   | Crew                       |
| Alessandro Parabiaghi         | Mago                       |
| Ladies Soprano                | Cantanti liriche           |
| Drumatical Theatre            | Percussionisti e acrobati  |
| Rob Lake                      | Mago                       |
| Kai Leclerc e Alexandra Buzas | Illusionisti               |
| Alessandro Mosca              | Pole dancer                |
| Gianfranco Sgura              | Cantante                   |
| Idanna Abignente              | Anziana pole dancer        |
| Neguin                        | Ballerino acrobatico       |
| Léa Kyle                      | Trasformista               |

I concorrenti sono stati divisi in 4 quartine e il pubblico da casa, tramite il Televoto, ha deciso il migliore di ognuna, che passa alla fase successiva; questo l'esito:

### Primo Gruppo
| Posizione | Nome artista                  | Genere                  | % Televoto |
| --------- | ----------------------------- | ----------------------- | ---------- |
| 1ª        | Alessandro Mosca              | Pole dancer             | 40%        |
| 2ª        | Samuele Zuccali               | Motociclista acrobatico | 35%        |
| 3ª        | Kai Leclerc e Alexandra Buzas | Illusionisti            | 17%        |
| 4ª        | Ladies Soprano                | Cantanti liriche        | 8%         |

### Secondo Gruppo
| Posizione | Nome artista   | Genere               | % Televoto |
| --------- | -------------- | -------------------- | ---------- |
| 1ª        | Cristian Sabba | Salto della corda    | 38%        |
| 2ª        | Léa Kyle       | Trasformista         | 37%        |
| 3ª        | Neguin         | Ballerino acrobatico | 17%        |
| 4ª        | Solasta        | Acrobati             | 8%         |

### Terzo Gruppo
| Posizione | Nome artista                | Genere                 | % Televoto |
| --------- | --------------------------- | ---------------------- | ---------- |
| 1ª        | Sadeck - Geometrie Variable | Crew                   | 46%        |
| 2ª        | Gaggi, Manuel e Francesco   | Atleti di calisthenics | 34%        |
| 3ª        | Rob Lake                    | Mago                   | 14%        |
| 4ª        | Idanna Abignente            | Anziana pole dancer    | 6%         |

### Quarto Gruppo
| Posizione | Nome artista          | Genere                    | % Televoto |
| --------- | --------------------- | ------------------------- | ---------- |
| 1ª        | Alessandro Parabiaghi | Mago                      | 46%        |
| 2ª        | Gianfranco Sgura      | Cantante                  | 23%        |
| 3ª        | Duo Noar              | Acrobati                  | 16%        |
| 4ª        | Drumatical Theatre    | Percussionisti e acrobati | 15%        |

### Televoto finale
Alla fine della puntata il pubblico, sempre tramite il televoto, ha rivotato i 4 migliori concorrenti, stilando la seguente classifica: 
| Posizione | Nome artista                | Genere                     | % Televoto |
| --------- | --------------------------- | -------------------------- | ---------- |
| 1ª        | Sadeck - Geometrie Variable | Crew                       | 38%        |
| 2ª        | Alessandro Parabiaghi       | Mago                       | 26%        |
| 3ª        | Cristian Sabba              | Bambino che salta la corda | 19%        |
| 4ª        | Alessandro Mosca            | Pole dancer                | 17%        |

- Quindi il vincitore dell'ottava edizione di Tú sí que vales è il coreografo Sadeck con la sua crew Geometrie Variable, seguito al secondo posto da Alessandro Parabiaghi; medaglia di bronzo per Cristian Sabba.

## Classifica finale
| Posizione | Nome artista                  | Genere                    |
| --------- | ----------------------------- | ------------------------- |
| 1ª        | Sadeck - Geometrie Variable   | Crew                      |
| 2ª        | Alessandro Parabiaghi         | Mago                      |
| 3ª        | Cristian Sabba                | Salto della corda         |
| 4ª        | Alessandro Mosca              | Pole dancer               |
| 5ª        | Samuele Zuccali               | Motociclista acrobatico   |
| 5ª        | Léa Kyle                      | Trasformista              |
| 5ª        | Gaggi, Manuel e Francesco     | Atleti di calisthenics    |
| 5ª        | Gianfranco Sgura              | Cantante                  |
| 9ª        | Kai Leclerc e Alexandra Buzas | Illusionisti              |
| 9ª        | Neguin                        | Ballerino acrobatico      |
| 9ª        | Rob Lake                      | Mago                      |
| 9ª        | Duo Noar                      | Acrobati                  |
| 13ª       | Ladies Soprano                | Cantanti liriche          |
| 13ª       | Solasta                       | Acrobati                  |
| 13ª       | Idanna Abignente              | Anziana pole dancer       |
| 13ª       | Drumatical Theatre            | Percussionisti e acrobati |

## Scuderia Scotti
Anche in questa edizione all'interno del programma c'è la Scuderia Scotti. I concorrenti della Scuderia Scotti, dal discutibile talento, non partecipano alla competizione tradizionale di Tú sí que vales, bensì in un circuito apposito per loro. Questi i concorrenti che ne fanno parte:
| Nome artista        | Genere                       |
| ------------------- | ---------------------------- |
| Francesco Lauro     | Ballerino                    |
| Antonio Avitto      | Cantorsionista               |
| Nicola Carroccia    | Saldatore musicista          |
| Santolo Palumbo     | Ballerino con il monopattino |
| Vito Losacco        | Cantante                     |
| Tommaso Marroccoli  | Cantante e ballerino         |
| Paride Panfili      | Attore                       |
| Antonio Battiniello | Cantante                     |
| Rafco               | Mago                         |
| Danilo Amici        | Attore e ballerino           |
| Mario Colistra      | Ballerino                    |
| Giovanni Venuta     | Ballerino                    |
| Angelo Marotta      | Ballerino                    |
| Giampiero Landolfo  | Ballerino                    |
| Stefano Pavoncello  | Cantante                     |
| Maurizio Midiri     | Ballerino                    |

Sono stati poi scelti da Gerry i 6 migliori:
| Nome artista       | Genere               |
| ------------------ | -------------------- |
| Antonio Avitto     | Cantorsionista       |
| Tommaso Marroccoli | Cantante e ballerino |
| Paride Panfili     | Attore               |
| Rafco              | Mago                 |
| Danilo Amici       | Attore e ballerino   |
| Giampiero Landolfo | Ballerino            |

Semifinale
Al termine della decima puntata c'è stata una selezione tra i talenti della Scuderia Scotti per accedere alla Finale:
| Primo sfidante     | % voto | Secondo sfidante   | % voto |
| ------------------ | ------ | ------------------ | ------ |
| Paride Panfili     | 28%    | Giampiero Landolfo | 72%    |
| Tommaso Marroccoli | 66%    | Danilo Amici       | 34%    |
| Rafco              | 19%    | Antonio Avitto     | 81%    |

Finale
I 3 finalisti della Scuderia Scotti sono:
| Nome artista       | Genere               |
| ------------------ | -------------------- |
| Antonio Avitto     | Cantorsionista       |
| Tommaso Marroccoli | Cantante e ballerino |
| Giampiero Landolfo | Ballerino            |

Durante la Finale i 3 concorrenti si sono esibiti per l'ultima volta e la giuria popolare in studio ha stabilito il vincitore. Questa la classifica finale:
| Posizione | Nome artista       | Genere               |
| --------- | ------------------ | -------------------- |
| 1ª        | Giampiero Landolfo | Ballerino            |
| 2ª        | Tommaso Marroccoli | Cantante e ballerino |
| 3ª        | Antonio Avitto     | Cantorsionista       |

- Quindi il vincitore della Scuderia Scotti è il ballerino elettrico Giampiero Landolfo.

## Ascolti
| Puntata    | Messa in onda     | Telespettatori | Share  | Ospiti              |
| ---------- | ----------------- | -------------- | ------ | ------------------- |
| 1          | 18 settembre 2021 | 4 138 000      | 26,99% | Gianmarco Tamberi   |
| 2          | 25 settembre 2021 | 3 806 000      | 23,94% | J-Ax                |
| 3          | 2 ottobre 2021    | 4 163 000      | 25,47% | –                   |
| 4          | 9 ottobre 2021    | 5 214 000      | 31,60% | –                   |
| 5          | 16 ottobre 2021   | 4 225 000      | 23,93% | –                   |
| 6          | 23 ottobre 2021   | 4 227 000      | 23,79% | –                   |
| 7          | 30 ottobre 2021   | 4 608 000      | 26,24% | Tecla Insolia, Alfa |
| 8          | 6 novembre 2021   | 4 639 000      | 27,88% | –                   |
| 9          | 13 novembre 2021  | 4 530 000      | 27,42% | Orchestra Casadei   |
| Semifinale | 20 novembre 2021  | 4 676 000      | 27,45% | Alessandra Amoroso  |
| Finale     | 27 novembre 2021  | 4 430 000      | 28,02% | –                   |
| Media      | Media             | 4 423 000      | 26,61% |                     |

- Nota 1: in questa edizione non è stata trasmessa la puntata riepilogativa intitolata L'album di Tú sí que vales.